# Ytste Jarnnagleholmen
Ytste Jarnnagleholmen est une île norvégienne du comté de Hordaland appartenant administrativement à Bømlo.

## Description
Au nord de Indre Jarnnagleholmen, rocheuse et désertique, à fleur d'eau, elle s'étend sur environ 155 m de longueur pour une largeur approximative de 85 m.